# Тарнавка (Тернопольская область)
Тарнавка (укр. Тарнавка) — село в Колындянской сельской общине Чортковского района Тернопольской области Украины.
Население по переписи 2001 года составляло 401 человек. Почтовый индекс — 82055. Телефонный код — 3552.

## История
Первое письменное упоминание датировано 1785 годом.
Известно, что в 1902 г. большая земельная собственность принадлежала некоему Исидору Вайсглазу.
15 июня 1934 года села Тарнавка и Звягель переданы из Борщовского повета в Чортковский.
Некоторое время Тарнавка была центром одноимённой гмины. С 1 августа 1934 года до 1939 года село принадлежало к гмине Колиндяны.
После установления в сентябре 1939 г. советской власти органы НКВД УССР замучили и расстреляли в Чортковской тюрьме жителей Тарнавки Эмилиана Эрика и Иосифа Чухрия.
Во время Великой Отечественной войны погибли или пропали без вести 49 жителей села. По окончании 2-й мировой войны в 1946—1947 годах местные крестьяне испытали голод. 24 августа 1991 года село вошло в состав независимой Украины.
С 29 июля 2015 года Тарнавка входит в Колындянскую сельскую общину.